# BibleProject
BibleProject是一家總部位於美國俄勒岡州波特蘭市的非盈利眾籌組織，致力於創建免費的教育資源，幫助人們瞭解聖經。該組織由Tim Mackie和Jon Collins於 2014 年創立。 
BibleProject的使命是“幫助人們將聖經視為一個引導人們走向耶穌的統一故事。” 
BibleProject制作動畫影片，探索聖經各卷書的文學結構、主題和歷史，以及探索聖經關鍵概念和主題的影片。 这些影片可以在他們的網站、YouTube和其他的社交媒體平台上找到。該組織還製作播客、學習指南、在線課程、移動應用程序和其他資源。資源免費提供給網站和應用程序的用戶。 

## 歷史
BibleProject由朋友Timothy Mackie和Jonathan Collins于 2014年發起。 他們希望結合Mackie的學術背景和Collins為科技公司編寫解釋影片的專業經驗，製作免費的在線教學影片。到 2024 年初，聖經項目已經製作了超過 180 個影片和 350 個播客，來自 200 個國家的觀看次數超過 6.2 億次。 該組織的模式是眾籌。收入從 2015 年的不到 90 萬美元增至 2019 年的 900 多萬美元 ，並在 2023 年達到 2300 多萬美元。2022年，該組織推出了一款新的手機應用程式。 

## 外部鏈接
- 官方网站